# Viru (birra)
La Viru è una marca di birra estone prodotta nella seconda città più grande del paese, Tartu, dal birrificio A. Le Coq. Il marchio è di proprietà di Baltic Beer Company Ltd (ex Brand Independence Ltd), con sede a Londra, ed è prodotta su licenza in Estonia. A. Le Coq è la seconda più grande fabbrica di birra in Estonia, con una quota di mercato del 36,8% nel 2005.

## Storia
Viene introdotta sul mercato britannico nel 2006, inizialmente distribuita solo a bar di alta qualità e ristoranti. Ha cominciato ad essere venduta dal grande rivenditore britannico Tesco nel settembre 2007 - 250 dei suoi 1988 negozi riforniti di Viru. Alla fine del 2007 Brand Independence Ltd ha lanciato la birra in Italia e Mozambico;  nel 2008 la Viru è stata lanciata anche in Svizzera e Svezia. La prima spedizione di birra Viru è arrivata in Giappone nel settembre 2009. Gli Stati Uniti hanno ricevuto la loro prima spedizione di birra Viru nel dicembre 2009 e il Canada nel luglio 2010.
Nel febbraio 2010 Baltic Beer Company ha annunciato un accordo di sponsorizzazione con il team Suzuki Alstare, mediante il quale Viru è diventato un co-sponsor della squadra.
Nel novembre 2010 Baltic Beer Company ha introdotto imballaggi riprogettati per la birra Viru, da quell'anno esportata anche in Corea del Sud, Israele e Australia.
Dal luglio 2012 Viru viene importata negli Stati Uniti da Dolce Beverage Group, LLC Streamwood IL.
Nell'agosto 2012 Baltic Beer Company ha nominato nuovo importatore esclusivo del mercato del Regno Unito Catalyst Brands, una divisione di Matthew Clark (il più grande grossista nazionale del Regno Unito).
Ad agosto 2012 la presenza internazionale di birra Viru è cresciuta a 20 paesi che includono Cile, Ungheria, Polonia, Lituania, Taiwan, Cina e Germania.

## Il prodotto

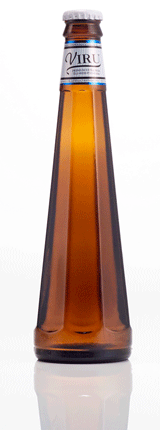
Bottiglia Viru con la vecchia etichetta fino a ottobre 2007.

La birra Viru è venduta in bottiglie molto distintive a forma di piramide ottagonale. Il design della bottiglia attuale è stato aggiornato da un'agenzia di design estone, The Brand Manual, ed è stato registrato a livello internazionale da Baltic Beer Company Ltd; è ideato per assomigliare alle torrette di epoca medioevale trovate in Estonia. Il nome della birra è stato cambiato quando è stata lanciata in Gran Bretagna. In Estonia era conosciuta come  A. Le Coq Premium Extra  fino a quando fu dismesso dal birrificio nel 2006/2007. Un nuovo marchio di design è stato introdotto nel 2007.
La birra è prodotta con malto d'orzo della Lituania, acqua attinta dal pozzo artesiano vicino alla birreria, e luppolo Saaz, dal nome della città austriaca precedentemente denominata Saaz (dal 1918 Žatec, oggi in Repubblica Ceca). Il luppolo viene prodotto qui da più di sette secoli.
Baltic Beer Company ha lanciato due nuove varianti di birra Viru nei primi mesi del 2013 - una birra forte stile bock (gradazione al 6,8%) e una lager scura al 4,7%.